# Кабус
Кабус (араб. قابوس‎, перс. كابوس‎, греч.Καβόσης) — мужское имя, в арабском и персидском имеет разную орфографию. По версии А. Гафурова имеет персидское происхождение и восходит к имени одного из героев Шах-наме, мифическому древнеиранскому царю Кей-Кавусу (др.ир. Царь Уса).
- Кабус бен Саид (1940—2020) — султан Омана.
- Кавус — претендент на трон Ирана в 531–532/533 годах из династии Сасанидов.
- Кабус-Наме — энциклопедия персидской прозы, написанная зияридским эмиром Кей-Кавусом.
- Кабус ибн аль-Мунзир — правитель Лахмидской династии
- Кабус ибн Вушмагир - зияридский амир Горгана (978—981, 998—1012)
- Кавус ибн Кей Кубад — ширваншах в 1348—1372 годах.
- Кавусабад — деревня в провинции Керман (Иран)
- Мечеть Султана Кабуса